# Haro (Campeche)
Haro es una localidad del estado mexicano de Campeche. Es parte del municipio de Escárcega.

## Demografía
| Gráfica de evolución demográfica |
|                                  |

| Censo | Población |
| ----- | --------- |
| 1950  | 20        |
| 1960  | 423       |
| 1970  | 974       |
| 1980  | 825       |
| 1990  | 1 110     |
| 2000  | 1 113     |
| 2010  | 1 092     |
| 2020  | 1 231     |